# José María Gil-Robles
José María Gil-Robles (Madrid, 17. lipnja 1935. – ?, 13. veljače 2023.), španjolski političar, predsjednik Europskog parlamenta od 1997. do 1999. Unutar parlamenta bio je članom Europske pučke stranke.